# Scott (Ohio)
Scott es una villa ubicada en el condado de Van Wert en el estado estadounidense de Ohio. En el Censo de 2010 tenía una población de 286 habitantes y una densidad poblacional de 136,16 personas por km².

## Geografía
Scott se encuentra ubicada en las coordenadas 40°59′19″N 84°35′2″O / 40.98861, -84.58389. Según la Oficina del Censo de los Estados Unidos, Scott tiene una superficie total de 2.1 km², de la cual 2.1 km² corresponden a tierra firme y (0%) 0 km² es agua.

## Demografía
Según el censo de 2010, había 286 personas residiendo en Scott. La densidad de población era de 136,16 hab./km². De los 286 habitantes, Scott estaba compuesto por el 98,6% blancos, el 0% eran afroamericanos, el 0% eran amerindios, el 0% eran asiáticos, el 0% eran isleños del Pacífico, el 0,7% eran de otras razas y el 0,7% pertenecían a dos o más razas. Del total de la población el 0,7% eran hispanos o latinos de cualquier raza.